# 1995-ös konföderációs kupa
Az 1995-ös konföderációs kupa, hivatalos nevén: 1995-ös Fahd király kupa volt a második konföderációs kupa nevezetű labdarúgó torna és egyben az utolsó Fahd király kupa néven, melynek Szaúd-Arábia adott otthont 1995. január 6. és január 13. között. A tornát Dánia nyerte, miután a döntőben 2-0 arányban legyőzte a címvédő argentin válogatottat.

## Részt vevő csapatok
- Szaúd-Arábia - házigazda
- Argentína - 1993-as Copa América győztese
- Nigéria - 1994-es afrikai nemzetek kupája győztese
- Dánia - 1992-es labdarúgó-Európa-bajnokság győztese
- Mexikó - 1993-as CONCACAF-aranykupa győztese
- Japán - 1992-es Ázsia-kupa győztese

## Játékvezetők
| Afrika - Lim Kee Chong Ázsia - Ali Bujszaim Európa - Ion Craciunescu | Észak- és Közép-Amerika - Rodrigo Badilla Dél-Amerika - Salvador Marcone |  |  |

## Csoportkör

### A csoport
| Csapat       | M | Gy | D | V | RG | KG | GK | P |
| ------------ | - | -- | - | - | -- | -- | -- | - |
| Dánia        | 2 | 1  | 1 | 0 | 3  | 1  | +2 | 4 |
| Mexikó       | 2 | 1  | 1 | 0 | 3  | 1  | +2 | 4 |
| Szaúd-Arábia | 2 | 0  | 0 | 2 | 0  | 4  | −4 | 0 |

| 1995. január 6. | Szaúd-Arábia | 0 – 2                 | Mexikó              | II. Fahd király Stadion, Rijád Nézőszám: 25 000 Játékvezető: Salvador Marcone (chilei) |
| 1995. január 6. |              | (0 – 0) (Jegyzőkönyv) | Luis García 65' 82' | II. Fahd király Stadion, Rijád Nézőszám: 25 000 Játékvezető: Salvador Marcone (chilei) |

| 1995. január 8. | Szaúd-Arábia | 0 – 2                 | Dánia                        | II. Fahd király Stadion, Rijád Nézőszám: 10 000 Játékvezető: Chong (mauritiusi) |
| 1995. január 8. |              | (0 – 1) (Jegyzőkönyv) | B. Laudrup 43' Wieghorst 90' | II. Fahd király Stadion, Rijád Nézőszám: 10 000 Játékvezető: Chong (mauritiusi) |

| 1995. január 10. | Mexikó          | 1 – 1 (2 – 4 bu)      | Dánia         | II. Fahd király Stadion, Rijád Nézőszám: 20 000 Játékvezető: Salvador Marcone (chilei) |
| 1995. január 10. | Luis García 25' | (1 – 0) (Jegyzőkönyv) | Rasmussen 48' | II. Fahd király Stadion, Rijád Nézőszám: 20 000 Játékvezető: Salvador Marcone (chilei) |

### B csoport
| Csapat    | M | Gy | D | V | RG | KG | GK | P |
| --------- | - | -- | - | - | -- | -- | -- | - |
| Argentína | 2 | 1  | 1 | 0 | 5  | 1  | +4 | 4 |
| Nigéria   | 2 | 1  | 1 | 0 | 3  | 0  | +3 | 4 |
| Japán     | 2 | 0  | 0 | 2 | 1  | 8  | −7 | 0 |

| 1995. január 6. | Japán | 0 – 3                 | Nigéria                             | II. Fahd király Stadion, Rijád Nézőszám: 25 000 Játékvezető: Craciunescu (román) |
| 1995. január 6. |       | (0 – 1) (Jegyzőkönyv) | Amunike 4' Adepoju 55' Amokachi 65' | II. Fahd király Stadion, Rijád Nézőszám: 25 000 Játékvezető: Craciunescu (román) |

| 1995. január 8. | Japán     | 1 – 5                 | Argentína                                                      | II. Fahd király Stadion, Rijád Nézőszám: 10 000 Játékvezető: Badilla (Costa Rica-i) |
| 1995. január 8. | Miura 57' | (0 – 2) (Jegyzőkönyv) | Rambert 31' Ortega 45' Batistuta 47' 86' (11-esből) Chamot 54' | II. Fahd király Stadion, Rijád Nézőszám: 10 000 Játékvezető: Badilla (Costa Rica-i) |

| 1995. január 10. | Nigéria       | 0 – 0 | Argentína | II. Fahd király Stadion, Rijád Nézőszám: 20 000 Játékvezető: Ali Bujszaim (arab emírségekbeli) |
| 1995. január 10. | (Jegyzőkönyv) |       |           | II. Fahd király Stadion, Rijád Nézőszám: 20 000 Játékvezető: Ali Bujszaim (arab emírségekbeli) |

## Helyosztók

### Bronzmérkőzés
| 1995. január 13. | Mexikó                 | 1 – 1 (5 – 4 bu)      | Nigéria      | II. Fahd király Stadion, Rijád Nézőszám: 20 000 Játékvezető: Craciunescu (román) |
| 1995. január 13. | Ramírez 20' (11-esből) | (1 – 1) (Jegyzőkönyv) | Amokachi 31' | II. Fahd király Stadion, Rijád Nézőszám: 20 000 Játékvezető: Craciunescu (román) |

### Döntő
| 1995. január 13. | Dánia                                  | 2 – 0                 | Argentína | II. Fahd király Stadion, Rijád Nézőszám: 35 000 Játékvezető: Ali Bujszaim (arab emírségekbeli) |
| 1995. január 13. | M. Laudrup 8' (11-esből) Rasmussen 75' | (1 – 0) (Jegyzőkönyv) |           | II. Fahd király Stadion, Rijád Nézőszám: 35 000 Játékvezető: Ali Bujszaim (arab emírségekbeli) |

| 1995-ös konföderációs kupa bajnoka: |
| ----------------------------------- |
| DÁNIA 1. cím                        |

## Gólszerzők
3 gólos
- Luis García

2 gólos
- Daniel Amokachi
- Gabriel Batistuta
- Peter Rasmussen